# Oskar von Hindenburg
Oskar Wilhelm Robert Paul Ludwig Hellmuth von Beneckendorff und von Hindenburg (Koningsbergen, 31 januari 1883 – Bad Harzburg, 12 februari 1960) was een Duitse Generalleutnant (generaal-majoor) en de zoon van rijkspresident Paul von Hindenburg. Oskar von Hindenburg is vooral bekend vanwege zijn rol bij de benoeming van Adolf Hitler tot rijkskanselier in 1933.

## Biografie
Oskar von Hindenburg werd geboren op 31 januari 1883 als de enige zoon van Paul von Hindenburg.  Hij had twee zussen, Irmengard Pauline (1880–1948, trouwde met von Brockhusen) en Annemarie (1891–1978). In 1921 trouwde hij met de dochter van de landeigenaar Margarete von Marenholtz (1897–1988), met wie hij vier kinderen kreeg, onder wie Hubertus, die in 1928 werd geboren en in 2016 stierf.
Hindenburg diende net als zijn vader in het Duitse leger. Als kapitein vocht hij in de Eerste Wereldoorlog. Na de oorlog was hij officier bij de Reichswehr. Nadat zijn vader rijkspresident was geworden in 1925 fungeerde Oskar von Hindenburg als zijn voornaamste adviseur. Achter de schermen had hij veel invloed. Vanwege deze grote invloed op de rijkspresident, die door niemand gecontroleerd kon worden, sprak de publicist en schrijver Kurt Tucholsky ironisch over Oskar als "...de in de rijksgrondwet niet opgenomen zoon van de rijkspresident..."
Franz von Papen overtuigde Oskar von Hindenburg in januari 1933 van zijn plan om Hitler tot rijkskanselier te benoemen en Von Papen zelf tot vicekanselier. Oskar wist zijn demente vader ook te overtuigen en speelde zo een belangrijke rol in de Machtergreifung van de nationaalsocialisten.

## Militaire loopbaan
- Leutnant: 22 maart 1903
- Oberleutnant: 19 juni 1912
- Hauptmann: 8 november 1914
- Major: 1 april 1923
- Oberstleutnant: 1 februari 1929
- Oberst: 1 februari 1932
- Waarnemend Generalmajor: 30 september 1934
- Generalmajor: 1 september 1940
- Generalleutnant: 1 april 1942

## Decoraties
- IJzeren Kruis 1914, 1e Klasse en 2e Klasse
- Ridderkruis in de Huisorde van Hohenzollern met Zwaarden
- Ridder der Tweede Klasse in de Friedrichs-Orden met Zwaarden
- Kruis voor Militaire Verdienste (Brunswijk), 1e Klasse en 2e Klasse
- Friedrich August-Kruis, 1e Klasse en 2e Klasse
- Kruis voor Oorlogsverdienste (Lippe)
- Hanseatenkruis van Lübeck
- Kruis voor Militaire Verdienste (Oostenrijk-Hongarije), 3e Klasse
- IJzeren Halve Maan
- Erekruis voor de Wereldoorlog
- Kruis voor Oorlogsverdienste, 2e Klasse